# Distretto di Shapaja
Il distretto di Shapaja è uno dei quattordici distretti  della provincia di San Martín, in Perù. Si trova nella regione di San Martín e si estende su una superficie di 270,44 chilometri quadrati.

Istituito il 14 agosto 1920, ha per capitale la città di Shapaja; al censimento 2005 contava 1.799 abitanti.